# Otto Horpynka
Otto Horpynka (* 7. Juli 1883 in Prag, Österreich-Ungarn; † 30. Januar 1938 in Mährisch-Schönberg) war ein tschechoslowakischer Politiker und Abgeordneter der deutschen Minderheit im tschechoslowakischen Abgeordnetenhaus.

## Leben
Horpynka besuchte das Stephansgymnasium in Prag. Anschließend studierte er Mathematik und Physik in Prag und wurde anschließend Schulprofessor an der deutschen Nikolanderrealschule in Prag, später in der Realschule Karolinenthal, bevor er ans deutsche Staatsrealgymnasium II in Prag kam. Seit 1909 war er führend in der Turnbewegung tätig und politisch aktiv. Er wurde führendes Mitglied der Deutschradikalen Partei in Böhmen, später dann Vorsitzender der Kreisparteileitung Prag der Deutschen Nationalpartei. Den Ersten Weltkrieg machte er als Frontsoldat mit.
1925 und 1929 wurde Horpynka ins tschechoslowakische Abgeordnetenhaus gewählt.